# 東京国際アニメフェア2010 TAF☆TAHのLET'S TOUGH
東京国際アニメフェア2010 TAF☆TAHのLET'S TOUGH（とうきょうこくさいアニメフェアにせんじゅう タフタフのレッツタフ）は2010年2月7日から4月4日まで超!A&G+で放送されていた、東京国際アニメフェア2010の情報番組である。2010年3月25日・26日に放送した「東京国際アニメフェア2010 TAF☆TAHのLET'S TOUGH 生中継スペシャル」についても取り上げる。

## 番組概要
2010年3月開催の東京国際アニメフェア2010の公式PR担当ユニット「TAF☆TAH」がパーソナリティを務める、TAF2010のインフォメーション番組。東京国際アニメフェア2010 超!ステーションとも連動しながら東京国際アニメフェア2010の情報を”TOUGH ”に伝えていく。

### 放送時間
「東京国際アニメフェア2010 TAF☆TAHのLET'S TOUGH」
- 2010年2月7日 - 3月21日、4月4日

毎週日曜日 22:30 - 23:00
「東京国際アニメフェア2010 TAF☆TAHのLET'S TOUGH 生中継スペシャル」
- 2010年3月25日・26日（TAF2010ビジネスデー「ステージII」から公開生放送）

16:00 - 17:00

### 出演者
パーソナリティ
- TAF☆TAH（北村妙子・佐藤有世・ハヤコ）

「 - 生中継スペシャル」スタジオパーソナリティー
- 2010年3月25日

原紗友里
- 2010年3月26日

赤﨑千夏
ゲスト
- 2010年3月25日

はなしまなおみ
- 2010年3月26日

戸塚利絵、はなしまなおみ

### テーマソング
- 2010年3月7日 -

えりゆか（喜多村英梨 & 井口裕香）「Happy place」

## コーナー
- TAF☆TAHトークテーマ

毎回テーマを設けてガールズトークを繰り広げる。ただし、トークの一部には効果音がかけられている。
- あなたは何問わかるかな?TAF検定

TAF☆TAHの3人が東京国際アニメフェアに関する独自検定「TAF検定」全3問に挑戦する。出題は「東京国際アニメフェア2010 超!ステーション」パーソナリティの戸塚利絵が担当。正解数の少なかった者は罰ゲームとして、効果音がはずれた状態のオープニングトークがエンディングで再び流れてしまう。なお、問題のうち1問は「東京国際アニメフェア2010 超!ステーション」でも先行して出題されている。
- 東京国際アニメフェア2010 最新情報

東京国際アニメフェア2010の最新情報を伝える。
「 - 生中継スペシャル」内、「TAF☆TAHのLET'S TOUGH スペシャルステージ」コーナー
- お勧めブースをご紹介!TAF☆NAVI

番組お勧めの企業ブースを紹介する。
- モバイルカザス & 文化放送ブース 最新情報

モバイルカザス、文化放送ブースの最新情報を伝える。
- バイオリン生演奏コーナー

25日にはなしまが「In festive mood…」、26日にははなしまと「東京国際アニメフェア2010 超!ステーション」でバイオリンの練習をしてきた戸塚が「鉄腕アトム」の生演奏をした。

## 関連番組
- 東京国際アニメフェア2010 超!ステーション
- カウントダウンto東京国際アニメフェア2009 - TAF2009開催時に放送された直前番組